# Вивірка японська
Ви́вірка япо́нська (лат. Sciurus lis; яп. 日本栗鼠, ニホンリス, МФА: [ɲihoɴ ɾʲisu̥]; яп. ホンドリス, МФА: [hondo ɾʲisu̥]) — вид ссавців, гризунів родини Вивіркові (Sciuridae). Належить до роду Вивірка (або білка).
Поширений в Японії, на островах Хонсю, Сікоку та Кюсю. Є ендеміком центральної частини Японського архіпелагу. Перебуває на грані вимирання у західнояпонських регіонах Кюсю та Тюґоку. Мешкає у лісах невисоких гірських масивів. Проводить усе своє життя на деревах. Полює вдень, переважно зранку і під вечір. Харчується насінням, плодами дерев, молодою травою і комахами. Восени запасає на зиму (в схованках у землі) жолуді.